# Зевахина, Татьяна Викторовна
Татьяна Викторовна Зевахина (16 августа 1985, Уфа) — российская биатлонистка, участница Кубка IBU, неоднократная чемпионка и призёр чемпионата России, призёр чемпионата Европы среди юниоров, чемпионка мира среди юниоров по летнему биатлону. Мастер спорта России.

## Биография
Начинала заниматься биатлоном в Уфе, тренер — Ильгиз Нургоянович Самигуллин. Впоследствии выступала за команду Вооружённых Сил и «Академию биатлона», представляла Красноярский край.

### Юниорская карьера
В сезоне 2003/04 одержала победу на первенстве России среди девушек в спринте.
Принимала участие в чемпионате мира среди юниоров 2004 года в От-Морьенне в категории «до 19 лет», заняла четвёртое место в эстафете, а в личных видах не поднималась выше 16-го места.
В 2006 году на юниорском чемпионате Европы в Арбере завоевала серебряные медали в эстафете в составе сборной России вместе с Анной Кунаевой и Екатериной Шумиловой. В личных видах выступила только в индивидуальной гонке, где финишировала 15-й.
Также в 2006 году на чемпионате мира среди юниоров по летнему биатлону в Уфе завоевала две золотые медали — в спринте и гонке преследования.

### Взрослая карьера
На Кубке IBU дебютировала в сезоне 2006/07 на этапе в Обертиллиахе, заняв 17-е место в спринте. Выступала в гонках Кубка IBU до сезона 2009/10, лучший результат — пятое место в спринте на этапе в Альтенберге в сезоне 2008/09.
В 2007 году участвовала в чемпионате мира по летнему биатлону в Отепя, была восьмой в спринте и шестой — в гонке преследования. В 2010 году на Всемирных военных играх заняла 25-е место в спринте и четвёртое — в эстафете.
На уровне чемпионата России выигрывала золотые медали в 2008 году в командной гонке, в 2009 и 2010 годах в смешанной эстафете, в 2010 году в эстафете. Также становилась серебряным призёром в 2012 году в смешанной эстафете и командной гонке, бронзовым призёром в командной гонке (2007), суперспринте и эстафете (2008), командной гонке и гонке преследования (2009).
В 2012 году завершила спортивную карьеру. После окончания карьеры занимается судейством соревнований по биатлону, имеет вторую судейскую категорию.
Окончила Мурманский государственный педагогический университет, также училась на историческом факультете Башкирского государственного университета (ныне Уфимский университет науки и технологий).